# Aedes pachyurus
Aedes pachyurus är en tvåvingeart som beskrevs av Edwards 1936. Aedes pachyurus ingår i släktet Aedes och familjen stickmyggor. Inga underarter finns listade i Catalogue of Life.